# Стеран

Стеран,  также циклопентанпергидрофенантрен или гонан — органическое соединение, насыщенный тетрациклический углеводород. Его различные замещённые производные объединяются под общим названием стероидов.
Ядро стерана лежит в основе строения молекул многих биологически и физиологически активных веществ:
- Холестерин и другие стероиды.
- Желчные кислоты
- Кардиотонические гликозиды (карденолиды и буфадиенолиды)